# Tagraxofusp
Tagraxofusp (Handelsname Elzonris) ist zur Behandlung von erwachsenen Patienten mit blastischer plasmazytoider dendritischer Zellneoplasie (BPDCN), einer selten auftretenden Form von Blutkrebs, zugelassen. Angezeigt ist es zur Erstlinien-Monotherapie.

## Wirkungsmechanismus
Tagraxofusp ist ein rekombinantes Fusionsprotein, das aus humanem Interleukin-3 (IL-3) und einem trunkierten Diphtherietoxin besteht. Tagraxofusp richtet sich gezielt gegen CD123 (IL3Rα), welches als Oberflächenmarker auf BPDCN-Zellen stark exprimiert ist. Nach Bindung an CD123 wird der Wirkstoff in die Zelle aufgenommen, hemmt dort irreversibel die Proteinbiosynthese durch Inaktivierung des Elongationsfaktors 2 (EF2) und löst so den Zelltod durch Apoptose aus.

## Zulassung
Tagraxofusp ist der weltweit erste zugelassene Vertreter der Substanzklasse („First-in-class“), der gezielt gegen CD123 gerichtet ist. Im Dezember 2018 wurde Tagraxofusp in den USA zur Behandlung von BPDCN zugelassen. Die Zulassung in der EU erfolgte im Januar 2021, in der Schweiz im Februar 2023.

## Anwendung
Die Anwendung erfolgt als 15-minütige intravenöse Infusion an den Tagen 1 bis 5 eines 21-tägigen Behandlungszyklus. Die Behandlung kann fortgesetzt werden, bis ein Fortschreiten der Erkrankung oder eine inakzeptable Toxizität eintritt. Vor jeder Infusion ist eine Vormedikation mit einem H1- und H2-Histaminantagonisten (Antihistaminikum), einem Kortikosteroid sowie Paracetamol notwendig.

## Klinische Studien
In einer Phase-II-Studie zeigte Tagraxofusp eine Gesamtansprechrate (ORR) von 70–90 % bei zuvor unbehandelten Patienten mit BPDCN, wobei 57 % der therapienaiven Patienten eine vollständige Remission (CR) erreichten. Das mediane Gesamtüberleben (OS) unter Tagraxofusp betrug 12–16 Monate. Bei Patienten unter einer konventionellen Chemotherapie lag das OS bei 8–12 Monaten. Darüber hinaus diente Tagraxofusp bei Patienten mit CR als Bridging zu einer potenziell kurativen allogenen hämatopoetischen Stammzelltransplantation (allo-HSCT) und konnte somit in bestimmten Fällen die Langzeitüberlebenschancen verbessern.

## Nebenwirkungen
Zu den häufigsten Nebenwirkungen zählen Hypoalbuminämie, Transaminasenanstiege, Thrombozytopenie, Fatigue, Übelkeit und Fieber (Pyrexie). Die schwerwiegendste Nebenwirkung, die während der Behandlung mit Tagraxofusp bei 18 % der Patienten aufgetreten ist, ist das Kapillarlecksyndrom (CLS) – teils mit schwerem oder tödlichem Verlauf. Die Daten aus der klinischen Praxis zeigen jedoch nur wenige schwere Fälle. Die Mehrheit der CLS-Ereignisse ist mild bis moderat ausgeprägt und kann durch konsequente Überwachung und entsprechende Therapiemanagement-Leitlinien wirksam kontrolliert werden.

## Therapeutischer Ausblick
Manche Patienten können eine Resistenz gegen Tagraxofusp entwickeln, was zu einem Rezidiv nach zunächst erfolgreichem Ansprechen führen kann. Neue Erkenntnisse deuten darauf hin, dass die Resistenzmechanismen in malignen Zellen nicht primär auf eine Herunterregulierung von CD123 zurückzuführen sind. Stattdessen nutzen die Zellen DNA-Methylierungsprozesse, um Gene zu hemmen, die für die Diphthamid-Biosynthese notwendig sind. Die zytotoxische Wirkung des Diphtherietoxins wird so neutralisiert. Um die Grenzen der Tagraxofusp-Therapie zu überwinden, wird derzeit an Kombinationstherapien geforscht. Aktuelle Studien prüfen die potenziellen Vorteile einer Kombination von Tagraxofusp mit Wirkstoffen wie 5-Azacytidin und Venetoclax (Stand 2024).